# Haatmail
Haatmail (Engels: hate mail) is communicatie per brief of e-mail met als doel de ontvanger te kwetsen.

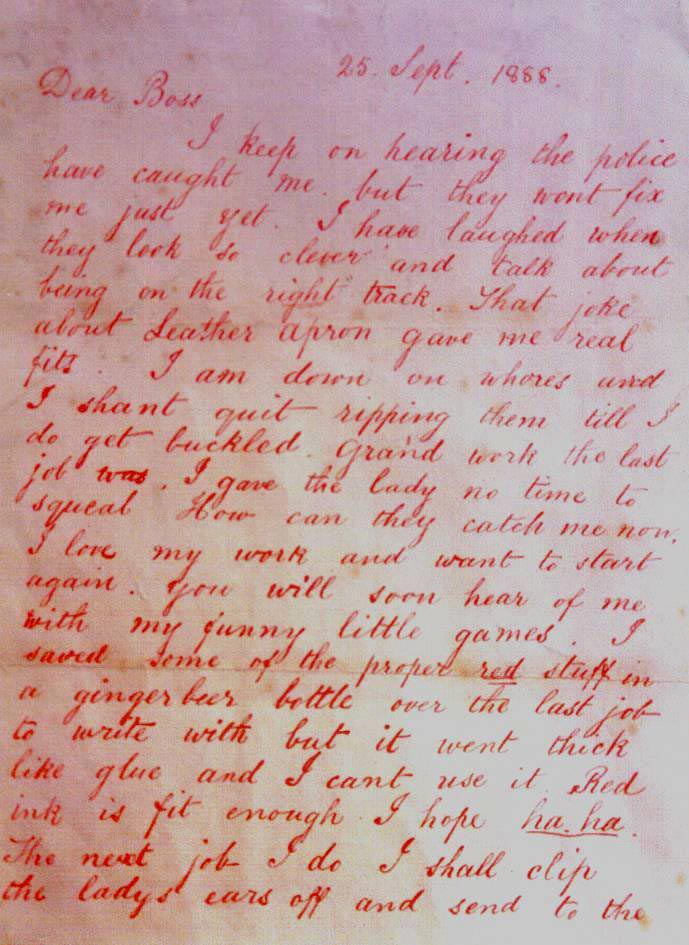
Dear Boss-brief

In tegenstelling tot een dreigbrief bevat haatmail meestal geen eis iets te doen of na te laten. Haatmail is puur bedoeld om de ander te kwetsen. Daarom bevat een dergelijk mailtje meestal extreem grof of beledigend taalgebruik.
De schrijver wil een bepaalde daad van de ontvanger afkeuren, hem ontmoedigen, intimideren of wraak nemen. Het motief kan zowel politiek als persoonlijk zijn. De inhoud van haatmail kan variëren van een simpele afkeuring tot profaan, racistisch of persoonlijk beledigend taalgebruik.